# Морру-Негру
Морру Негру (порт. Morro Negro) — пагорб, розташований біля східного узбережжя острова Боа-Вішта у Кабо-Верде. Його висота над рівнем моря — 156 м. Найближче село — Кабеса-душ-Тарафеш (Cabeça dos Tarrafes), за 5,5 км на північний захід.

## Заповідник черепах
Пагорб є частиною Черепашого Природного Заповідника (португальською: Reserva Natural Tartaruga), який охоплює 14,39 км2 площі суші та 134,36 км2 морської зони. Заповідник захищає пляжі як місця гніздування для популяції черепах, так і заболочені та засолені землі для птахів.

## Маяк
На пагорбі є маяк, побудований близько 1930 року. Має висоту 12 метрів, а фокусна висота — 163 метри. Дальність світла — 31 морська миля.